# March 741
La  March 741 è una monoposto di Formula 1, costruita dalla scuderia britannica March Engineering per partecipare al Campionato mondiale di Formula 1 1974 e Campionato mondiale di Formula 1 1975. 
Progettata da Robin Herd, la vettura era alimentata da un motore Ford Cosworth DFV con architettura V8 da 2993 cm³.